# Aleksander Gajkowicz

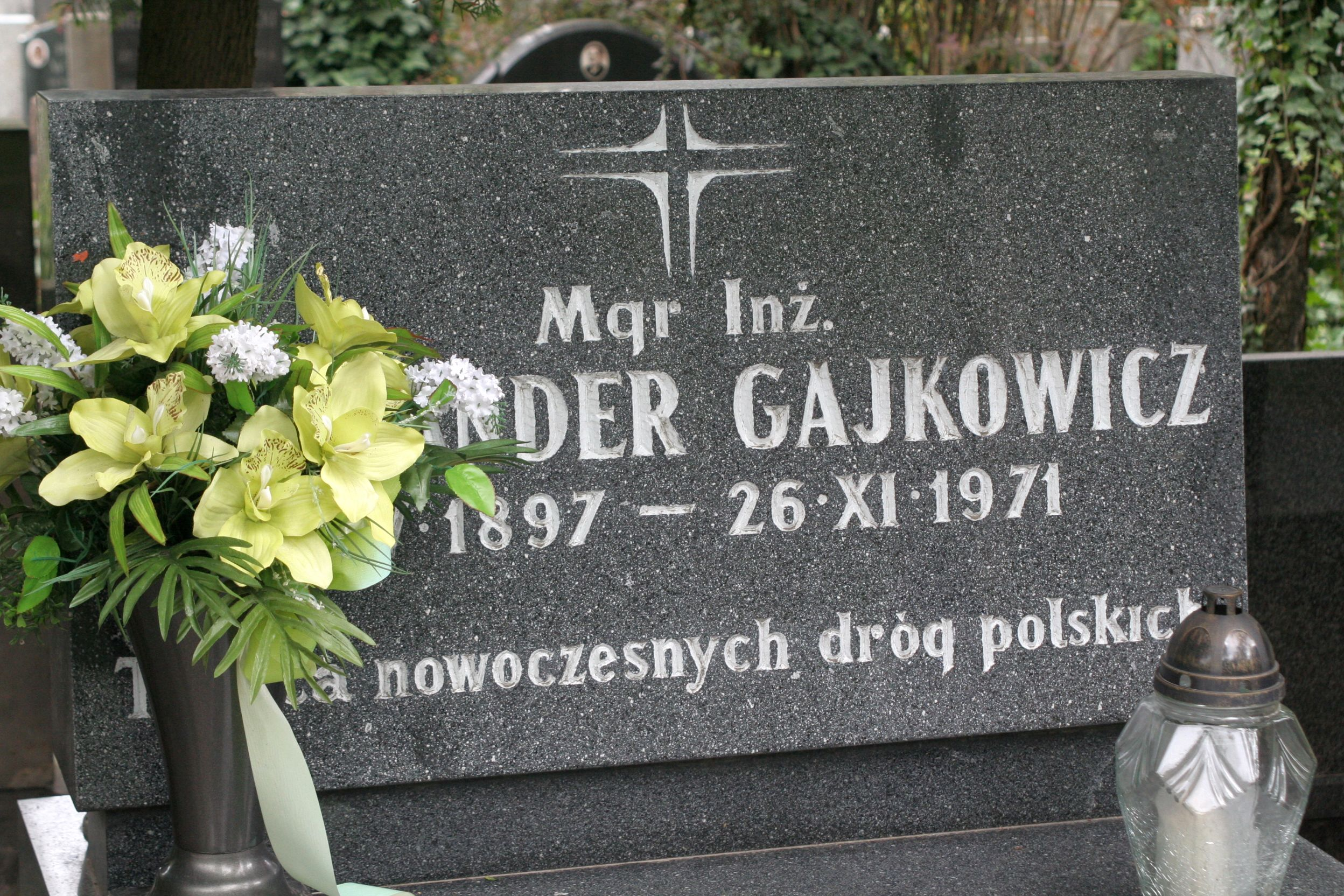
Grób Aleksandra Gajkowicza na cmentarzu Wojskowym na Powązkach w Warszawie

Aleksander Gajkowicz (ur. 1 maja 1897 w Teklinopolu na Wileńszczyźnie, zm. 26 listopada 1971 w Warszawie) – polski inżynier, budowniczy dróg i mostów, jeden z twórców nowoczesnego drogownictwa w Polsce. Autor wielu prac naukowych z tej dziedziny. Budowniczy Polski Ludowej.

## Wczesne lata
Syn Floriana i Marii z Engelsonów. W 1899 jego rodzina przeniosła się z Wileńszczyzny do guberni archangielskiej. Tam początkowo pracował jako nadzorca wyrębu lasów nad Dźwiną Północną. Od 1904 uczęszczał do rosyjskiej szkoły parafialnej.
Po ukończeniu szkoły średniej podjął studia w Petersburgu, Kijowie i w Warszawie, gdzie uczył się na Politechnice. Przed II wojną światową pracował m.in. w warszawskim zarządzie dróg miejskich oraz był radcą budownictwa Urzędu Wojewódzkiego Warszawskiego. We wrześniu 1937, podczas I Polskiego Kongresu Inżynierów we Lwowie, kierowana przez Gajkowicza Komisja Związku Inżynierów Drogownictwa przedstawiła postulat wybudowania 4–6 tys. km autostrad w ciągu 30 lat. W 1939 był naczelnikiem wydziału w Ministerstwie Komunikacji.
Po 1945 był m.in. urzędnikiem w Ministerstwie Komunikacji (pełnił funkcję dyrektora Departamentu Dróg Kołowych). Był również współzałożycielem Naczelnej Organizacji Technicznej.
Sprawował także funkcję dyrektora generalnego Centralnego Zarządu Dróg Publicznych i wiceministra komunikacji. Z jego inicjatywy w 1955 powstał Instytut Budownictwa Drogowego (IBD).
Był członkiem Komitetów Wykonawczych Światowej Organizacji Federacji Inżynierskich i Światowej Organizacji Kongresów Drogowych.
Z nazwiskiem Gajkowicza wiąże się budowa 25 tys. km nowych dróg i modernizacja w latach 1945−1965 ok. 32 tys. istniejących dróg.
Pochowany na Cmentarzu Wojskowym na Powązkach w Warszawie (kwatera 2B-tuje-13).

## Ordery i odznaczenia
- Order Budowniczych Polski Ludowej (1 września 1971)[8]
- Order Sztandaru Pracy II klasy (22 lipca 1952)[9]
- Krzyż Komandorski Orderu Odrodzenia Polski (15 lipca 1955)[10]
- Krzyż Oficerski Orderu Odrodzenia Polski (15 sierpnia 1947)[11]
- Złoty Krzyż Zasługi (trzykrotnie: 9 listopada 1931[12], 6 czerwca 1939[13], 20 lipca 1946)[14]
- Medal Niepodległości (16 marca 1937)[15]
- Medal 10-lecia Polski Ludowej (15 stycznia 1955)[16]

## Upamiętnienie
Od jego imienia w 1975 nazwano jedną z ulic na warszawskim Targówku. Ulica imienia Aleksandra Gajkowicza znajduje się także w Pułtusku. Tam też, na rogu ul. Gajkowicza i Bulwaru 5 Brygady Saperów, umieszczono tablicę pamiątkową mu poświęconą.